# På spelmansstämma
På spelmansstämma är ett album från 1980 med Lill-Nickes. På inspelningen medverkar, Dan Larsson:dragspel, keyboards, bas och körsång, Stig-Olof Petersson:fiol, orgel och körsång, Anders Jönsson:gitarr, keyboards och sång, Erling Johansson:bas, gitarr och sång, Bengt Svensson, trummor.

## Låtlista
Sida A
1. Fyrvaktarvalsen (Einar Westling)
2. Blinde Johans vals (trad. efter Theorin Johansson)
3. Trombone (Leo Kottke)
4. Polka från Orust (trad.)
5. Rallarpolka från Västmanland (trad.)
6. Käre John (Lewis Talley-Tommy och Ninita)
7. På Spelmansstämma (Blånn-Olle)
8. Hambo på Logen (Karl Salomonsson)

Sida B
1. Toppen för kroppen är gammeldans (Rune Gnesta-Kalle Gnestadius och Stig Andersson)
2. Schottis från Släp (trad. efter Henning Jansson)
3. Jag är inte den jag var förut (Putman-Alf Robertsson)
4. Säbb Johns gånglåt (John Säbb)
5. Flishuggen (Torsten Sandberg)
6. Spelmansdrömmar (Sid Tepper-R.Bennet-Lasse Westman)
7. Adios Amore (Giuliano Nannini)